# Kram (Overath)
Kram ist ein Ortsteil von Overath im Rheinisch-Bergischen Kreis in Nordrhein-Westfalen, Deutschland.

## Lage und Beschreibung
Der kleine, landwirtschaftlich geprägte Weiler Kram ist heute nicht mehr als eigenständiger Ortsteil zu erkennen. Er schließt sich nahtlos an den Ortsteil Brücke an, der wiederum in einem Wohn- und Gewerbegebiet entlang der weitgehend naturgeschützten Agger aufgeht. Neben Einzel- und Mietshäusern befindet sich hier das Kinderheim Maria Schutz.

## Geschichte
Kram wurde im 13. Jahrhundert als de Kraym bzw. de Craym urkundlich erwähnt. Kram besitzt dabei die Bedeutung kleines ererbtes Besitztum, Besitz an Hausrat und Land oder ähnlich dem heutigen Wort Kram auch Plunder, Gerümpel, Durcheinander.
Die Topographia Ducatus Montani des Erich Philipp Ploennies, Blatt Amt Steinbach, belegt, dass der Wohnplatz bereits 1715 eine Hofstelle besaß, die als Kram beschriftet ist. Carl Friedrich von Wiebeking benennt die Hofschaft auf seiner Charte des Herzogthums Berg 1789 als Kram. Aus ihr geht hervor, dass der Ort zu dieser Zeit Teil der Honschaft Heiliger im Kirchspiel Overath war.
Der Ort lag an der Brüderstraße, einer bedeutenden mittelalterlichen Altfernstraße von Flandern über Köln nach Leipzig. Auf der Trasse des von der Aggerquerung zum Höhenzug ansteigenden Wegs verläuft in diesem Abschnitt heute die Marialinder Straße.
Der Ort ist auf der Topographischen Aufnahme der Rheinlande von 1817 als Krahm verzeichnet. Die Preußische Uraufnahme von 1845 zeigt den Wohnplatz jedoch ohne Beschriftung. Ab der Preußischen Neuaufnahme von 1892 ist der Ort auf Messtischblättern regelmäßig als Krahm oder Cram verzeichnet.
1822 lebten drei Menschen im als Haus kategorisierten Ort, der nach dem Zusammenbruch der napoleonischen Administration und deren Ablösung zur Bürgermeisterei Overath im Kreis Mülheim am Rhein gehörte. Für das Jahr 1830 werden für den als Kram bezeichneten Ort zusammen mit den Wohnplätzen Kleulshöhe, Leimshof und Lokenbach 36 Einwohner angegeben. Der 1845 laut der Uebersicht des Regierungs-Bezirks Cöln als isolirte Häuser kategorisierte Ort besaß zu dieser Zeit zwei Wohngebäude mit sieben Einwohnern, alle katholischen Bekenntnisses.
Nach der Liste Einwohner und Viehstand aus dem Jahr 1848 für die Gemeinde Burger lebte in Kram lediglich die fünfköpfige Familie des Ackerers und Lehrers Roland Feckelsberg, dem 1 Pferd, 4 Kühe, 1 Rind, zwei Kälber und 3 Schweine zu eigen waren, ferner der Unterlehrer Friedrich Melcher und 3 Personen Gesinde. Lehrer Feckelsberg, der auch als Organist tätig war, gründete 1845 den Gesangverein Overath, einen gemischten Chor. Das Misstrauen der Obrigkeit seinerzeit gegen Vereine bereitete dem ein baldiges Ende. Erst 1856 erfolgte eine Neugründung unter dem Namen Gesangverein Concordia als reiner Männerchor.
Die Gemeinde- und Gutbezirksstatistik der Rheinprovinz führt Krahm 1871 mit zwei Wohnhäusern und 16 Einwohnern auf. Im Gemeindelexikon für die Provinz Rheinland von 1888 werden für Krahm zwei Wohnhäuser mit neun Einwohnern angegeben. 1895 besitzt der Ort zwei Wohnhäuser mit zehn, 1905 werden zwei Wohnhäuser und 14 Einwohner angegeben.